# Oliver Hardy
Oliver Norvell Hardy, Jr., conhecido pelo nome artístico de Oliver Hardy (Harlem, 18 de janeiro de 1892 – Los Angeles, 7 de agosto de 1957), foi um ator e comediante americano. Tornou-se conhecido pela dupla cômica O Gordo e o Magro, que formou ao lado do amigo Stan Laurel, considerada uma das mais populares da história do cinema mundial. Iniciaram a parceria época do cinema mudo em 1927, até o ano de 1955, quando problemas de saúde afetaram drasticamente sua vida.
Juntos, os amigos Hardy e Laurel atuaram em 107 curtas e longas-metragens, além de participações especiais em outras produções. Seu primeiro filme foi o curta Outwitting Dad, em 1914. Na maioria de seus filmes mudos, antes de se juntar ao produtor Hal Roach, ele era creditado como Babe Hardy, seu apelido.

## Biografia
Seu pai, Oliver, era veterano dos Estados Confederados da América, tendo sido ferido na Batalha de Antietam, em setembro de 1862. Após sua baixa, Oliver Hardy foi eleito Tax Collector pelo condado de Columbia. Sua mãe, Emily Norvell, filha de Thomas Benjamin Norvell e Mary Freeman, era descendente do Capitão Hugh Norvell de Williamsburg, Virgínia. Sua família chegou à Virgínia antes de 1635, e o casamento de Oliver (o terceiro) e Emily, que era viúva, foi em 12 de março de 1890.
A família se mudou para Madison em 1891, antes do nascimento de Norvell. É provável que tenha nascido em Harlem, apesar de algumas fontes darem como seu local de nascimento a cidade de sua mãe, Covington. Seu pai morreu um ano após Norvell nascer, e era o mais novo de cinco filhos.
Sua mãe tentou com que Hardy frequentasse a University of Georgia, em 1912, para estudar leis, mas não há comprovação de que ele tenha feito isso.
Hardy foi para a Milledgeville Military Academy e, aos 13 anos, para a Young Harris College, no norte da Geórgia. Desde cedo Hardy mostrava interesse por música e teatro, e participou de um grupo teatral; sua mãe reconheceu seu talento musical, e o enviou para Atlanta, com o objetivo de estudar música e canto com o professor Adolf Dahm Patterson, mas Hardy eventualmente cantava no Alcazar Theater, um cinema, decidindo depois voltar para Milledgeville.
Em 1910, Hardy começou a se apresentar como "Oliver Norvell Hardy", sendo que o primeiro nome era um tributo ao seu pai. Ele aparece com esse nome no censo de 1910, e a partir de então passa a usar o nome Oliver Hardy.

## Carreira

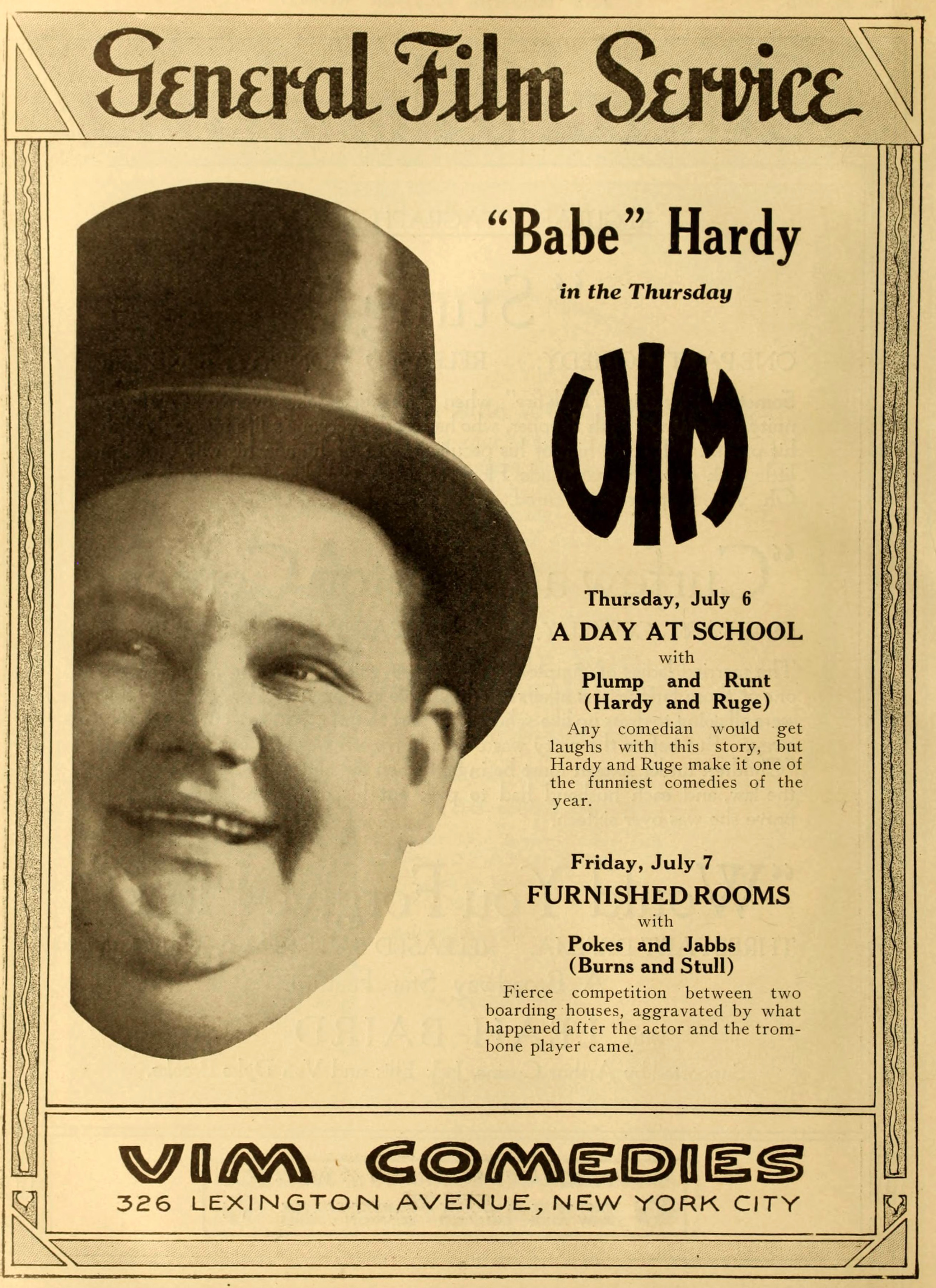
Anúncio de uma peça com Hardy em 1916.

Em 1910, um cine-teatro foi aberto na cidade de Milledgeville, onde morava Hardy, e ele começou a trabalhar em várias funções: projeção, bilheteria, gerência. Tornou-se obsessivamente interessado na indústria do cinema, e um amigo sugeriu que fosse para Jacksonville, Flórida, onde estavam sendo feitos alguns filmes. Durante o ano de 1913, Hardy cantava em um cabaret à noite, e trabalhava no Lubin Studios durante o dia. Nessa época, casou com sua primeira esposa, a pianista Madelyn Saloshin.
Em 1914, fez seu primeiro filme, Outwitting Dad, para a Lubin Studios. Foi creditado como O. N. Hardy; na sua vida pessoal, porém, era conhecido como “Babe” Hardy, um apelido que tinha lhe sido dado por um barbeiro italiano. Em muitos dos filmes da Lubin, ele foi creditado como “Babe Hardy”.

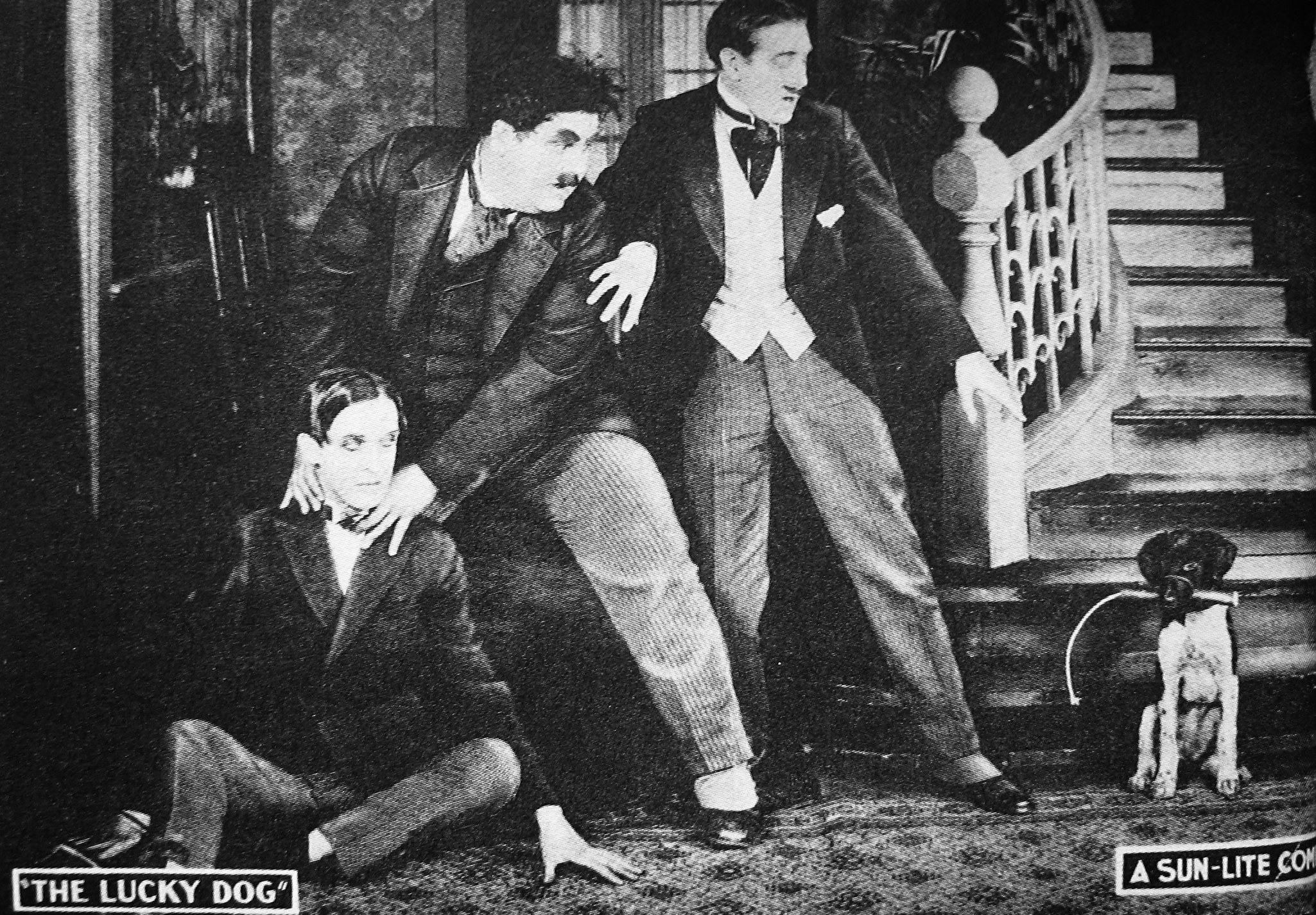
Hardy e Stan juntos pela primeira vez, em The Lucky Dog

Em 1915, Hardy já fizera 50 filmes curtos para a Lubin Studios. Posteriormente, mudou-se para Nova York e fez filmes para a Pathé, Casino e Edison Studios. Voltou depois a Jacksonville, Flórida e fez filmes para Vim and King Bee Studios. Trabalhou com Charlie Chaplin e com a atriz de comédias Ethel Burton Palmer, durante esse tempo. Em 1917, Oliver Hardy se mudou para Los Angeles, trabalhando de free-lancer para alguns estúdios de Hollywood.
Trabalhou depois em The Lucky Dog, produzido por G.M. (“Broncho Billy”) Anderson e estrelando um jovem ator britânico chamado Stan Laurel. Foi a primeira vez que Laurel e Hardy trabalharam juntos.
Entre 1918 e 1923, Oliver Hardy fez mais de 40 filmes para a Vitagraph, ao lado de Larry Semon. Em 1919, separou-se de sua esposa, e em 1921, casou com a atriz Myrtle Reeves. O casamento não foi feliz, e Hardy eventualmente começou a beber.
Em 1924, Hardy começou a trabalhar para a Hal Roach Studios com os filmes da série Our Gang e com Charley Chase. Em 1925, ele fez o filme Yes, Yes, Nanette!, estrelando James Finlayson, que mais tarde faria muitos papéis característicos nos filmes de Laurel and Hardy. O filme foi dirigido por Stan Laurel.
Em 1926, Hardy foi chamado para Get’Em Young, mas foi hospitalizado após uma queimadura, e Laurel foi recrutado para o filme. Posteriormente, Laurel e Hardy apareceram num mesmo filme, 45 Minutes from Hollywood, interagindo em algumas cenas.
Em 1927, Laurel e Hardy apareceram juntos em Slipping Wives, Duck Soup e With Love and Hisses. O diretor supervisor do Roach Studios, Leo McCarey, observou em uma apresentação a reação da platéia, e começou a colocá-los juntos, criando assim a mais famosa dupla de humoristas da história do cinema.
Em 1936, a vida pessoal de Hardy sofreu um golpe, ao se divorciar de Myrtle. Enquanto esperava a resolução de problemas contratuais entre Stan Laurel e Hal Roach, Hardy fez Zenobia com Harry Langdon. A dupla foi convidada, posteriormente, pela General Services Studio para fazer The Flying Deuces. Enquanto faziam o filme, Hardy se apaixonou por Virginia Lucille Jones, com quem casou em seguida.
Após muitos filmes com Roach, os dois, em 1940, formaram companhia própria, a Laurel and Hardy Feature Productions, mas não fizeram filmes, e sim excursionaram pelo país com o show “The Laurel and Hardy Revue”.
Em 1949, John Wayne, amigo de Hardy, convidou-o a participar do filme The Fighting Kentuckian; inicialmente hesitante, Hardy aceitou. Posteriormente, Frank Capra o convidou para Riding High, com Bing Crosby, em 1950.
Posteriormente, a dupla fez filmes para a 20th Century Fox, MGM e finalmente fez “Atoll K” (“A Ilha da Bagunça”), para produtoras européias, em 1950, encerrando sua carreira.

## Problemas de saúde e morte

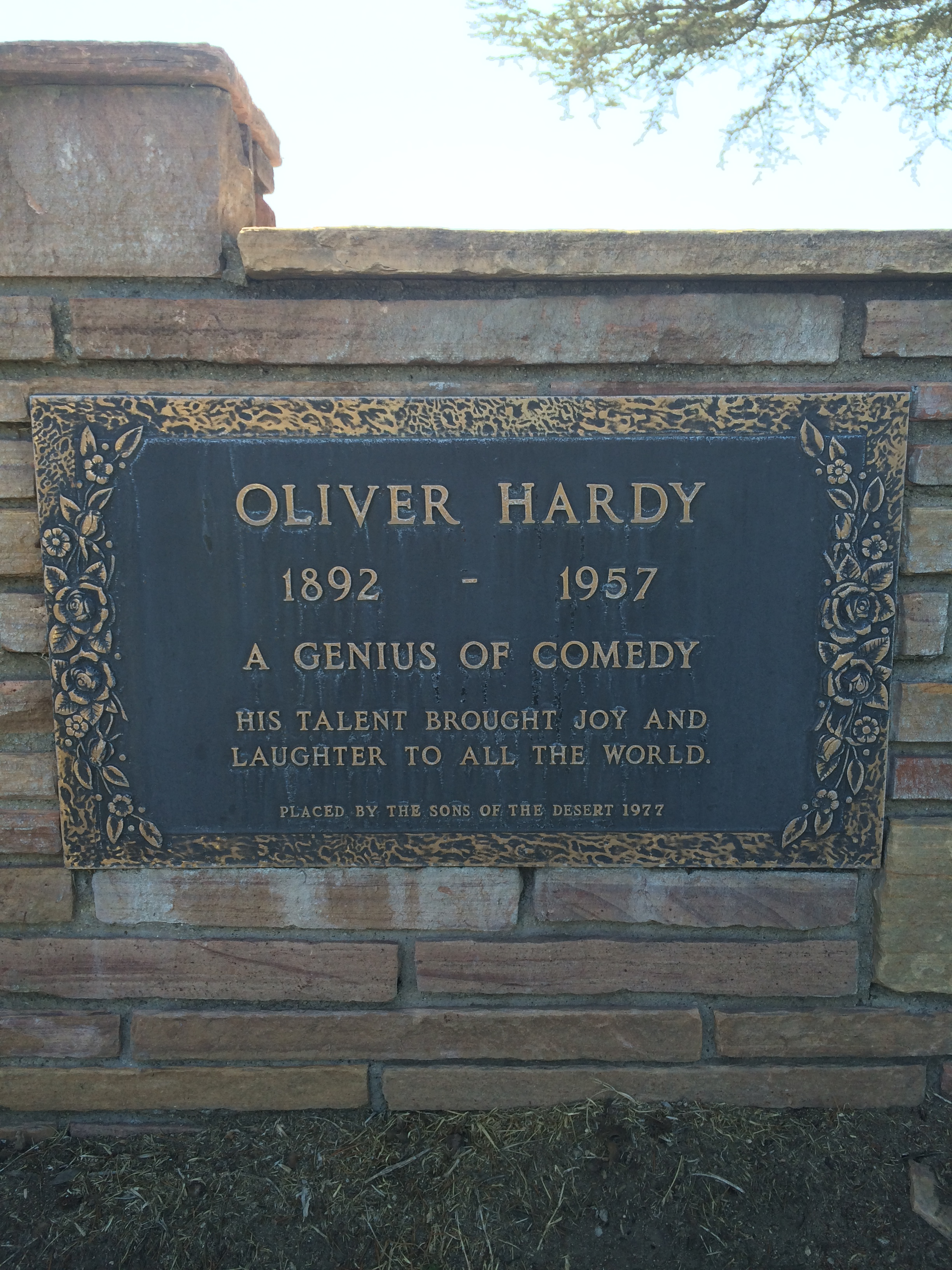
Túmulo de Oliver Hardy no Valhalla Memorial Park

Em maio de 1954, Hardy teve um leve infarto do miocárdio, passando a cuidar melhor da saúde pela primeira vez. Ele perdeu mais de 68 kg em poucos meses, o que mudou completamente sua aparência. Cartas escritas por Laurel referem-se a Hardy com câncer terminal, e especulou-se que esse era o real motivo da sua perda de peso. Ambos eram fumantes compulsivos, tendo Hal Roach se referindo a eles como duas "chaminés de trem de carga".
Hardy teve um grave derrame em 14 de setembro de 1956, que o deixou confinado à cama e incapaz de falar por vários meses. Ele permaneceu em casa aos cuidados de sua esposa Lucille. Após mais dois derrames no início de agosto de 1957, ele entrou em coma e morreu de trombose venosa cerebral em 7 de agosto de 1957, aos 65 anos. Depois de ser cremado, suas cinzas foram enterradas no Jardim Maçônico do Cemitério Valhalla Memorial Park em North Hollywood.
Extremamente abatido e inconformado com a morte do melhor amigo, Laurel não teve estrutura emocional para comparecer ao seu funeral, dizendo "Babe (Oliver) compreenderia". Stan nunca mais atuou em nenhum filme ou mesmo na televisão após a morte de Oliver. Dizia que não suportaria entrar em um set de filmagem sabendo que nunca mais veria o seu parceiro de mais de três décadas no ambiente onde atuaram juntos por tantos anos. Ele, assim, passou a apenas escrever roteiros para comédias, sem jamais voltar a aparecer diante das câmeras e recusando todos os convites recebidos para atuar novamente. Sua esposa e amigos mais próximos confirmaram que Stan ficara totalmente abalado após a morte de Oliver, sem jamais ter se recuperado.

## Filmografia
A filmografia de Oliver Hardy, assim como a de Stan Laurel, é bastante complexa, mediante as muitas fontes contraditórias. Consta que, sozinho, Hardy teria feito mais de 200 e, com Stan, 106 filmes.

### Trilhas sonoras
- Below Zero (1930) ("In The Good Old Summertime")
- Beau Hunks/ Beau Chumps (Reino Unido) (1931) ("The Idea of my Dreams")
- Pardon Us/ Gaol Birds/ Jailbirds (1931) (performer: "Lazy Moon" (não-creditado)
- Towed in a Hole (1932) ("Fish for Sale" (não-creditado)
- Sons of the Desert/ Fraternally Yours (Reino Unido) (1933) ("Honolulu Baby)" (não-creditado)
- Them Thar Hills (1934) ("The Old Spinning Wheel")
- Way Out West (1937) ("The Trail of the Lonesome Pine") (não-creditado), "I Want to Be in Dixie" (não-creditado))
- Swiss Miss (1938) ("The Mousetrap Song", "Let Me Call You Sweetheart")
- The Flying Deuces/ Flying Aces (1939) ("Shine On, Harvest Moon" (1908) (não-creditado))
- Zenobia/ Elephants Never Forget (Reino Unido) (1939) ("I Dreamt I Dwelt in Marble Halls" (1843) (não-creditado))
- The Dancing Masters (1943) ("London Bridge is Falling Down" (não-creditado))
- It Came from Somewhere Else (1988) ("Trail of the Lonesome Pine")
- De Johnsons (1992)/ Blauwe Johnsons (Netherlands)/ The Johnsons/ Xangadix ("Shine on Harvest Moon") (não-creditado)

### Direção
- Fat and Fickle (1916) (Babe Hardy)
- He Winked and Won (1916) (Babe Hardy)
- The Guilty Ones (1916) (Babe Hardy)
- Wanted - A Bad Man (1917) (Babe Hardy)
- This Is Not My Room (1917) (não-confirmado)
- A Mix Up in Hearts (1917) (Babe Hardy)
- The Other Girl (1917) (Babe Hardy)
- Bad Kate (1917) (não-confirmado)
- The Love Bugs (1917) (Babe Hardy)
- The Boycotted Baby (1917) (Babe Hardy)
- His Movie Mustache (1917) (não-confirmado)
- Terrible Kate (1917) (não-confirmado)

### Outros trabalhos
- Sons of the Desert/ Fraternally Yours (Reino Unido) (1933) (não-creditado) (roteiro)
- Quicksands (1923) (não-creditado) (roteiro)
- Tootsies and Tamales (1919) (história)
- Stop, Look and Listen (1926) (assistente de direção)
- Quicksands (1923) (assistente de direção) (não-creditado)

## Homenagens
- Em 2006, a BBC encenou um drama baseado num encontro entre Laurel e Hardy, com reminiscências sobre sua carreira, denominado Stan.[7][8]
- Hardy tem uma estrela na Calçada da Fama localizada na 1 500 Vine Street, em Hollywood, Califórnia
- Em abril de 2009, uma estátua de bronze de Laurel e Hardy foi colocada em Ulverston, Cumbria.[9]
- O filme The Great Race (“A Corrida do Século”), de Blake Edwards, em 1965, foi dedicado a Laurel e Hardy.